# François-René de Chateaubriand
François-René de Chateaubriand vikomt (Saint-Malo, 1768. szeptember 4. – Párizs, 1848. július 4.) francia író és politikus, a konzervativizmus és a francia romantika kiemelkedő alakja. Egy viharos éjszakán jött világra, és élete is viharosan telt a történelem viszontagságai és szenvedélyes természete miatt.
A royalista mozgalomban nem játszott jelentős szerepet az Első Francia Császárság és a restauráció idején, de az irodalomban kimagaslót alkotott. Természet- és lélekábrázolását példának tekintette a francia romantika egész generációja. („Chateaubriand akarok lenni, vagy semmi”, írta naplójába a fiatal Victor Hugo 1816. július 10-én). A René című verses prózájában elsőként fogalmazta meg az érzelmek hullámzását, amely később a romantika közhelyévé vált, és René testesítette meg ezt az újféle érzékenységet.
A korszak egzotizmus iránti érdeklődését elégítették ki az Atala és a Les Natchez című művei, amelyek Észak-Amerikában tett útjáról szólnak, valamint keleti úti élménye, amely Utazás Párizsból Jeruzsálembe címmel jelent meg 1811-ben.
Néhány műve, mint pl. A kereszténység szelleme, A vértanúk, valamint a Buonapartéről és a Bourbon-házról című politikai értekezései ma már elavultnak számítanak.
A Síron túli emlékiratok monumentális alkotás, 1849-ben jelent meg halála után. Az első kötetek gyermekkoráról, a Saint-Maló-i (Bretagne) és combourgi kisnemesi környezetben kapott neveltetéséről, iskoláztatásáról szólnak. Az emlékiratok további részeiben történelmi képet fest az 1789 és 1841 közötti eseményekről, amelyeknek szemtanúja volt. A mű romantikus szemléletű kitűnő önéletrajz, és adatok tárháza a történészek számára.

## Élete

### Gyermekkora

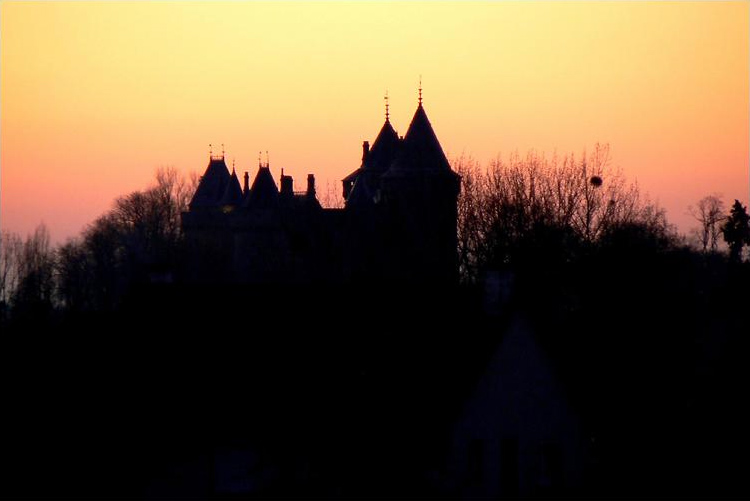
Combourg-kastély

Chateaubriand egy Saint-Maló-i elszegényedett, ősi, arisztokrata családban született. Apja, René-August de Chateaubriand lovag sikeresen kereskedett a gyarmatokkal és a család ismét rangjához illő módon élhetett. A gyermek François-René először nagybátyjánál és nagyanyjánál élt Plancoëtben. 1771-ben apja megvásárolta a Combourg-kastélyt Bretagne-ban. Chateaubriand 1777-ben visszakerült szüleihez. A komor hangulatú várkastélyból gyakran menekült a környező pusztákba, ahol hosszú sétákat tett, vagy szenvedélyes beszélgetéseket folytatott rajongva szeretett húgával, Lucile-lel.

### Tanulmányai
Iskoláit Dolban, Rennes-ben és Dinanban végezte. 17 éves korában alhadnaggyá avatták a Navarrában állomásozó ezredben, ahol bátyja, Jean-Baptiste parancsnoksága alatt szolgált. Ő mutatta be később öccsét a királyi udvarnál. 19 évesen kapitány lett. 1788-ban Párizsba ment, ahol kapcsolatba került Jean-François de La Harpe-pal, Jean-Pierre Louis de Fontanes-nal valamint más kortárs írókkal. Verseket írt a Múzsák almanachjába. Akkoriban Pierre Corneille műveit olvasta, és Rousseau hatása alá került.

## Aforradalomidején

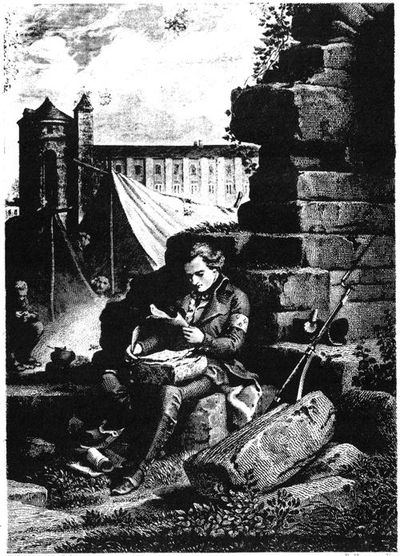
Chateaubriand Condé hadseregében

1791-ben elhagyta Franciaországot a nép túlkapásai miatt, és az Újvilágba hajózott. Úgy tűnik, bebarangolta Észak-Amerika erdeit. Az indiánok között élt, és ott kezdte írni verses prózai művét Les Natchez címmel. Ezek a tájak a száműzetést és a magányt juttatták eszébe. 1792-ben visszatért hazájába, és feleségül vette a tizenhét éves Céleste de La Vigne-Buissont (Céleste de Chateaubriand), aki egy Saint-Maló-i hajótulajdonos családból származott. Házasságuk gyermektelen maradt.
Ugyanebben az évben csatlakozott Koblenzben Condé herceg royalista emigráns hadseregéhez. Fiatal felesége elhagyatottan élt Bretagne-ban, férje nem adott hírt magáról. Mint „emigráns feleségét” letartóztatták, és Rennes-ben bebörtönözték, ahonnan csak Thermidor 9. után szabadult. Chateaubriand megsebesült a Thionville körüli harcokban, Jersey szigetére szállították, ahol felépült sérüléseiből. Ezzel véget is ért katonai pályafutása.

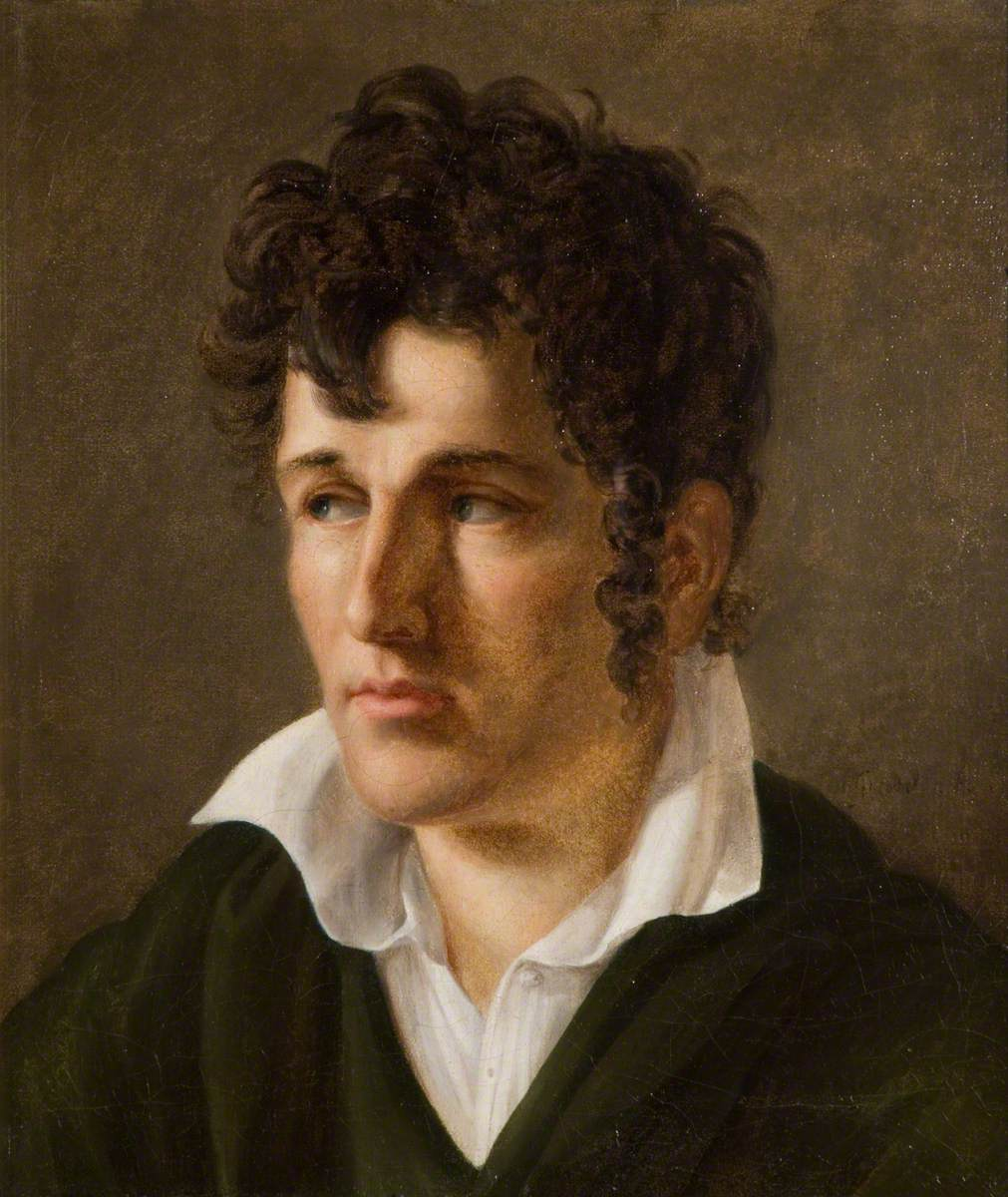
Az ifjú François-René de Chateaubriand 1790 táján.

## Az emigráció évei
1793-tól Londonban élt nagy nélkülözésben. Kényszerűségből francia nyelvórákat adott, és fordításokat vállalt könyvtárak számára. 1797-ben itt adta ki első művét Tanulmány a régmúlt és jelenkori forradalmakról címmel. Ebben olyan politikai és vallási eszméket fogalmazott meg, melyeknek szinte semmi közük azokhoz a gondolatokhoz, amiket a későbbiekben hirdetett. De írói tehetsége megmutatkozott.
1794-ben bátyját és annak feleségét, Malesherbes-nek, XVI. Lajos védőügyvédjének unokáját guillotine általi halálra ítélték Párizsban.

## Hazatérés és első irodalmi sikerei
Haldokló édesanyja egyik levele vallásos érzéseket ébresztett Chateaubriand-ban. 1800-ban visszatért Franciaországba, s néhány évig Jean-Pierre Louis de Fontanes-nal szerkesztette a Mercure de France-t. Itt adta ki 1801-ben az Atala című művét, amely rendkívül eredeti alkotás, és általános tetszést aratott.
Ugyanebben az időszakban írta a René-t, melyet álmodozó melankólia hat át. Ebben a művében alig palástolja húga, Lucile iránt érzett szenvedélyes, de tiszta szerelmét. Lucile „bűvölőnek” nevezte őt. Felesége, Céleste ekkor Lucile-lel élt a bretagne-i kastélyban, de már nem beszéltek Renéről, aki életük meghatározó személyisége volt.
1802. április 14-én jelent meg a A kereszténység szelleme. Egy részét Angliában írta, és eredetileg az Atala illetve a René egy-egy epizódját képezték. Ebben azt igyekszik bizonyítani, hogy a kereszténység, erkölcsi tanításainak tisztasága által, a pogány hit felett áll, és hogy a művészetekről és a költészetről vallott nézetei nem kedvezőtlenebbek az ókori filozófiáknál. A könyv megjelenése nagy eseménynek számított, és a valláshoz való visszatérést jelezte a forradalom után.
Bonaparte Napóleon első konzul felfigyelt Chateaubriand-ra, és 1803-ban kinevezte követségi titkárnak Joseph Fesch kardinális mellé a római követségre. Chateaubriand visszatért a kastélyba szűk 24 órára, hogy Céleste-t Rómába hívja, de az asszony férje szerelmi kapcsolata miatt elutasította a kérést.
1804-ben megbízták, hogy képviselje Franciaországot a Wallis/Valais Köztársaságban (Svájc). De amikor tudomására jutott Louis Antoine de Bourbon–Condénak, Enghien hercegének elrablása és kivégzése, azonnal benyújtotta lemondását, és az ellenzékhez csatlakozott. A kivégzett Louis-Antoine volt Enghien utolsó hercege, az 1643-as rocroi-i csata győztes hadvezérének, a Nagy Condé hercegnek utolsó leszármazottja.

## Utazás keletre
Chateaubriand visszatért az irodalomhoz. Keresztény témájú hősköltemény megírására készült, mely azt az időszakot vizsgálja, amikor már megszűnőben volt a pogányság és a vallás pedig kialakulóban. Szerette volna látni a készülő mű helyszíneit, ezért 1806-ban beutazta Görögországot, Kis-Ázsiát, Palesztinát és Egyiptomot.
Visszatérése után Napóleon száműzte Párizstól 12 km-re. Chateaubriand megvásárolta a Vallée-aux-Loups birtokot Sceaux mellett, ahol szerény nyugdíjból élt. Felesége odaköltözött hozzá. Emlékirataiban Céleste humorral ábrázolta beköltözésük körülményeit. Chateaubriand itt írta a Vértanúk című prózai hőskölteményét, mely csak 1809-ben jelent meg.
Keleti úti élményeiből született az Utazás Párizsból Jeruzsálembe. Még ugyanabban az évben a Francia Akadémia tagjává választották. Székfoglaló beszédtervezetében keményen bírálta a forradalom alatt elkövetett túlkapásokat, s ezért nem engedélyezték, hogy elfoglalja helyét. Erre csak a restauráció után került sor.

## Politikai viharok

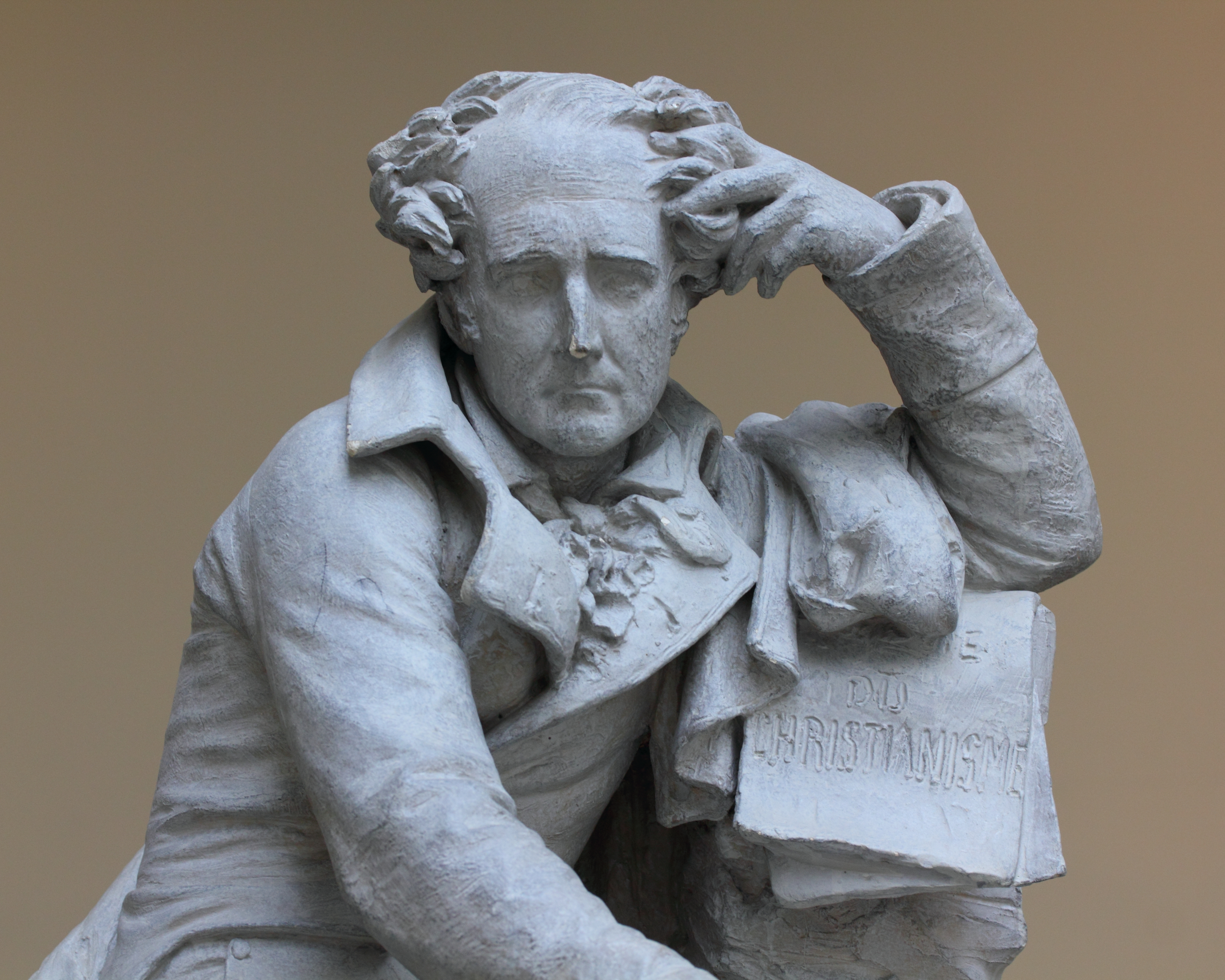
Chateaubriand 1875-ben. Aimé Millet alkotása

Chateaubriand lelkesedéssel fogadta a Bourbon-ház visszatérését. 1814. március 30. után jelent meg az éles hangú pamfletje a bukott császárról Buonapartéról és a Bourbon-házról címmel. Több ezer példányt nyomtattak belőle, és XVIII. Lajos szerint felért egy hadsereggel. Céleste férjével volt Gentben a Száz nap alatt, és Párizsban is a Bourbonok visszatérésekor. Váratlanul megmutatkozott e józan észjárású asszonynak a politikához való érzéke. Férjének bizalmasa, sőt inspirálója lett. A restauráció idején tanácsokkal segítette. Chateaubriand elkísérte XVIII. Lajost Gentbe, és bekerült a kormányba. A királynak ajánlotta híres művét Jelentés Franciaország állapotáról címmel. 1815-ben nagykövetté nevezték ki Svédországba, de még el sem hagyta Párizst, amikor I. Napóleon visszatért Franciaországba.
A császár felett aratott győzelem után államminiszterré nevezték ki, és főrend, Franciaország pair-je (Pair de France) lett. Chateaubriand, akit annyira megrázott Enghien hercegének kivégzése, már kevésbé aggályoskodott, amikor Michel Ney marsall halálára szavazott 1815 decemberében a főrendi házban. A szerződés szerinti monarchia című írásában kirohant az 1816. szeptember 5-i rendelet ellen, amely feloszlatta az ultra-royalista képviselőházat. Kegyvesztett lett, és le kellett mondania miniszteri posztjáról. Ekkor a szélsőségesen királypárti ellenzékhez csatlakozott, és a párt legbefolyásosabb szócsövének, a Conservateurnek lett egyik főszerkesztője.
Károly Ferdinánd herceget 1820-ban meggyilkolták, és Chateaubriand ennek hatására közeledett a királyi udvarhoz. Ekkor írta A herceg életéről és haláláról szóló visszaemlékezéseket. Még abban az évben a francia diplomáciai testület tagjaként Berlinbe küldték, majd 1822-ben nagykövet lett Angliában (szakácsa különleges módon készítette el a marhabélszint, amely Chateaubriand nevét viseli).

## Politikai karrier befejeződése
A veronai kongresszuson rendkívüli és meghatalmazott diplomataként vett részt és megszavaztatta Spanyolország invázióját Anglia tiltakozása ellenére. Megkapta jutalmul a külügyminiszteri tárcát. A hadjárat sikerrel járt, 1823-ban elfoglalták Cádizt a trocaderói csatában. Mivel képtelen volt együttműködni Joseph de Villèle kormányfővel, 1824. június 5-én váratlanul leváltották miniszteri posztjáról. Azonnal csatlakozott az ellenzékhez, de ezúttal a liberális párttal szövetkezett. Ádázul támadta Villèle kormányzását hol a főrendi házban, hol pedig a Parlamenti viták hasábjain, ahol kifejezésre juttatta politikai pálfordulását. Kiállt a sajtószabadság mellett, és támogatta Görögország függetlenségét. Népszerűsége megnőtt. Villèle bukása után követ lett Rómában, ahová Céleste is elkísérte s aki ragyogóan megállta helyét a nagykövet-feleség szerepében. Jules de Polignac hivatalba lépésekor Chateaubriand lemondott.
Chateaubriand-t kései szerelem fűzte Léontine de Villeneuve Castalbajac grófnőhöz 1828–1829-ben. A huszonhat éves fiatalasszony először szenvedélyes leveleket írt hozzá és csak 1829 augusztusában találkoztak Cauterets-ben. Megemlítette emlékirataiban ezt a találkozást, amelyről nem tudjuk hogy rajongás volt-e, vagy szerelmi kaland. Az asszonyt „öregségem fiatal barátnőjé”-nek nevezte. Ez a romantikus szerelem megihlette Jean Périssé francia filmrendezőt. Filmet készített „Chateaubriand utolsó szerelme” címmel, melyet 2008-ban mutattak be.
Chateaubriand egyre jobban eltávolodott a konzervatív pártoktól, elveszítette illúzióit a királyság jövőjét illetően. Nem vett már részt tevékenyen a politikai életben, sőt a főrendi házat is elhagyta a júliusi forradalom után. Az új kormányt bíráló, éles hangú kritikái jelezték csupán, hogy követi a politikai eseményeket. (A restaurációról és a parlamenti királyságról, 1831). Kiadta Berry hercegnőjének fogságban írt emlékiratait (1833). Emiatt bíróság elé állították, majd felmentették. 1831-ben adta ki az egyetemes történelemről írt összefoglaló művét, a Történelmi tanulmányokat, melyben bemutatja, hogy a kereszténység átalakítja a társadalmat. Eredetileg ez lett volna a címe Franciaország történetének, amely azonban befejezetlen maradt.

## Utolsó évei
Élete utolsó éveiben nagy visszavonultságban élt feleségével Párizsban, a Hôtel des Missions Étrangères-ben, ahol lakásuk volt a földszinten (120, rue du Bac). Csak Juliette Récamier-t látogatta a közeli Abbaye-aux-Bois-ban, akihez barátság fűzte. Mme Récamier szalonjában találkoztak az irodalmi élet kiválóságai.
Sokan keresték fel otthonában mind a romantikus, mind pedig a liberális ifjak közül. Az 1811-ben elkezdett emlékiratain dolgozott. Chateaubriand azt akarta, hogy csak halála után ötven évvel adják ki a művet. De ez a kívánsága nem teljesülhetett. Chateaubriand pénzügyi gondokkal küszködve átengedte a kiadás jogát az 1836. augusztus 21-én alapított „A Síron túli emlékiratok tulajdonjogát birtokló társaság”-nak, amely azt követelte, hogy közvetlenül a szerző halála után kerüljön kiadásra a mű és törölt olyan részleteket, amelyek sérthették az olvasókat.
Keserűen jegyezte meg Chateaubriand: „A szükség, ez a szomorú valóság egész életemben szorongatott és most is arra kényszerített, hogy eladjam az Emlékiratokat. El sem tudja képzelni senki a világon, mennyire szenvedtem, amikor kénytelen voltam elzálogosítani sírhelyemet (…). Mme de Chateaubriand-ra szándékoztam hagyományozni, aki akarata szerint nyilvánosságra hozta vagy megsemmisítette volna. Ma ez utóbbit kívánnám mindenek felett. Ó, ha halálom előtt sikerülne találnom valakit, aki eléggé jómódú és megbízható, s aki visszavásárolná a Társaság részvényeit és nem kényszerülne kinyomtatni a művet, mihelyt megszólal értem a lélekharang!” (Chateaubriand: Előszó a Síron túli emlékiratok-hoz, 1846)
Céleste 1847-ben meghalt. „Gyengéd és örök hálával tartozom feleségemnek, aki mélyen, őszintén és megható módon ragaszkodott hozzám. Komolyabbá, nemesebbé, tisztességesebbé tette életemet. Mindig arra ösztönzött, hogy tiszteljem, vagy legalábbis eleget tegyek kötelességeimnek.”

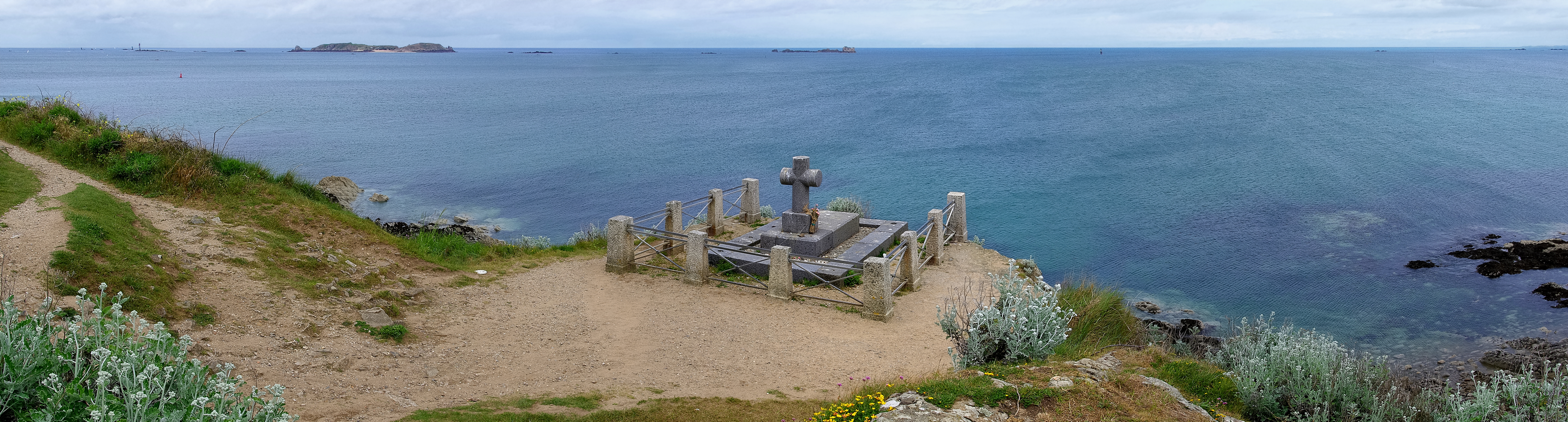
Chateaubriand sírja a Grand Bé sziklán

Chateaubriand 1848-ban hunyt el Párizsban.
Kívánsága szerint Saint-Malóban temették el, szemben a tengerrel, a Grand Bé sziklán, a romantikus hangulatú kis szigeten, ami csak akkor látogatható gyalogosan Saint-Malo felől, ha a tenger apálykor visszahúzódik.
Chateaubriand portréja szerepelt a Banque de France 1946 és 1954 között kibocsájtott, valutareform előtti 500 frankos bankjegyén.

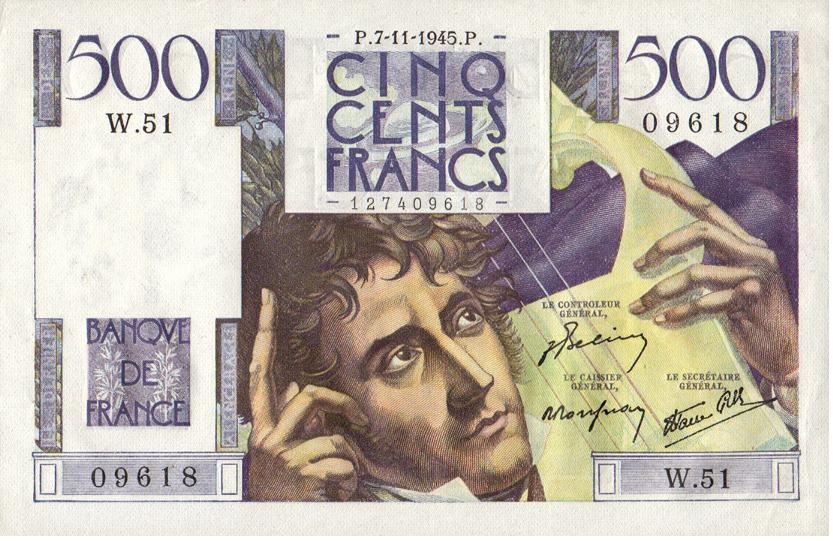
500 francia frank, Chateaubriand-típus, mérete: 141 X 92 mm.

## Életműve értékelése
Tehetsége és túlzásai a francia romantika atyjává tették. Természetleírása, az egyén önnön érzelmeinek vizsgálata, útmutató volt a francia romantikus írók egész generációja számára.
„Beszélni kell arról a lelkiállapotról, melyet úgy tűnik még nem figyeltek meg alaposan, s ami megelőzi a szenvedélyes érzelmek kialakulását (…) Minél civilizáltabb egy nép, annál erősebb az érzelmek hullámzása (…).” (Chateaubriand: A kereszténység szelleme, II. 1802 (3.könyv, IX. fejezet).
Gondolkodása és tettei számos ellentmondásról tanúskodnak.. Legitimista és szabadelvű egyszerre. Hol az előbbit, hol pedig az utóbbit védelmezte, ha úgy érezte, hogy veszélyben volt:
„Természetem szerint republikánus vagyok. Ha az eszemet követem királypárti, becsületből pedig Bourbon-párti. Sokkal jobban megfelelt volna számomra a demokrácia, ha a legitimista monarchiát nem tudtam volna fenntartani, mint a törvénytelen monarchia, melyet magam sem tudom, hogy ki testesített volna meg.”
Kritikusai dagályos stílusát és túlzott hiúságát kifogásolták, melyek a Síron túli emlékiratok-ban érződnek legjobban. Chateaubriand mindenekelőtt zseniális vitatkozó volt.
A Síron túli emlékiratok-ban a magánember és a nyilvánosság szereplőjének kettősségét figyelhetjük meg. Az előbbi lírai hangon fejezi ki érzelmeit, míg az utóbbi a korszak krónikása, aki szemtanúja volt a demokrácia eljövetelének. Ellenezte a demokráciát, mert szerinte Franciaország még nem érett meg rá teljesen. (Síron túli emlékiratok, 1833. június 6.) Az egész műben kétféle személyiség fonódik össze egyetlen személyben. Azt is megállapíthatjuk, hogy Chateaubriand politikai tetteit is személyes érzelmei irányították, valamint magányossága, mely paranoiává alakult. Amióta többször is eltávolították a politika színteréről attól rettegett, hogy összeesküvést szőnek ellene.
Chateaubriand-ról mondták:
- Victor Hugo: „Chateaubriand akarok lenni, vagy semmi”.
- Charles-Maurice de Talleyrand-Périgord: „Chateaubriand úr azt hiszi, hogy megsüketült, mert nem hallja, hogy beszélnek róla az emberek”.
- „Ó, ha egy régi kastélyban ülhetnék lobogó kandallótűz mellett, ahonnan hatalmas, mohával benőtt, vén fákra nyílna a kilátás és nyugodt magányban olvasgathatnám Chateaubriand kiadatlan leveleit! Ez lenne a legfőbb gyönyörűség számomra.” (Arthur Mugnier abbé, Napló, 1930. február 14., Mercure de France, 1985. 514. old.)

## Művei

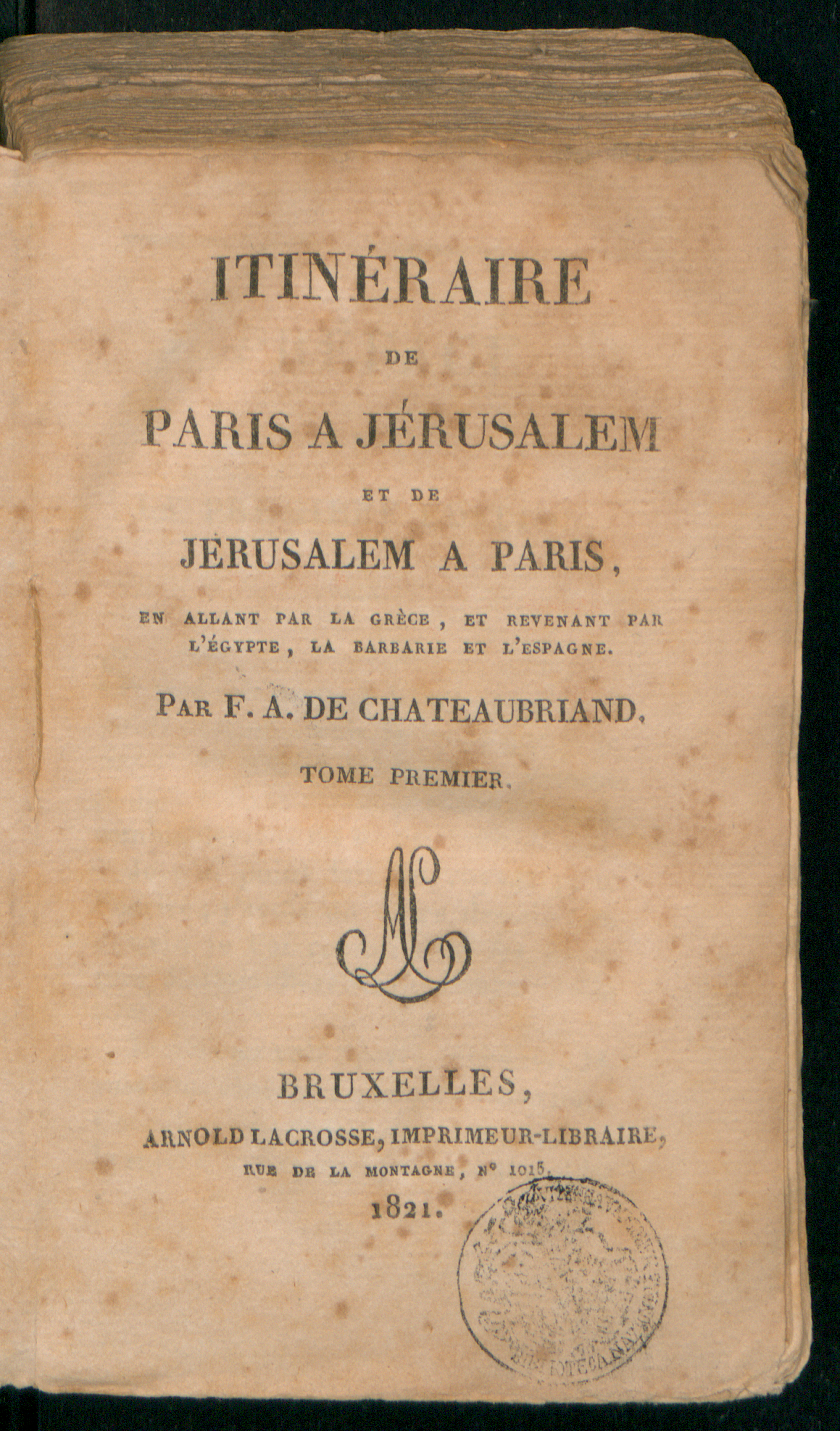
Itinéraire de Paris à Jérusalem et de Jérusalem à Paris, 1821

- Történelmi, politikai és erkölcsi tanulmány a régmúlt és jelenkori forradalmaknak a Francia forradalommal való kapcsolatáról, esszé, London. 1797 (Essai historique, politique et moral sur les révolutions anciennes et modernes considérées dans leurs rapports avec la Révolution Française)
- Atala, avagy két bennszülött szerelme a sivatagban, regény, Párizs, 1801 (Atala, ou les Amours de deux sauvages dans le desert)
- A kereszténység szelleme, avagy a keresztény vallás szépsége, apologetikus esszé, 1802 (Génie du christianisme, ou Beautés de la religion chrétienne)
- René, avagy a szenvedélyes érzelmek hatása, regény, 1802 (René, ou les Effets des passions)
- A vértanúk, apologetikus hősköltemény, 1809 (Les Martyrs, ou le Triomphe de la foi chrétienne)
- Utazás Párizsból Jeruzsálembe és Jeruzsálemből Párizsba Görögországon, Egyiptomon, a berberek földjén és Spanyolországon keresztül, útleírás, 1811 (Itinéraire de Paris à Jérusalem et de Jérusalem à Paris, en allant par la Grèce et revenant par l'Egypt, la Barbarie et l'Espagne)
- Buonapartéról, a Bourbon-házról és arról, hogy támogatnunk kell jog szerinti trónörököseinket Franciaország és Európa boldogsága érdekében, 1814 (De Buonaparte, des Bourbons, et de la nécessité de se rallier à nos princes légitimes pour le bonheur de la Fance et celui de l'Europe)
- Gondolatok a nap néhány cikkéről és a francia nép érdekeiről, politikai esszé, 1814 (Réflexions politiques sur quelques écrits du jour et sur les intérêts de tous les Français)
- A szerződés szerinti monarchia, 1816 (De la Monarchie selon la charte)
- Emlékiratok, levelek és hiteles dokumentumok Károly Ferdinánd francia királyi herceg Berry hercegének életéről és haláláról, 1820 (Mémoires, lettres et pièces authentiques touchant la vie et la mort de S.A.R. monseigneur Charles-Ferdinand d'Artois duc de Berry)
- Az utolsó Abencerage kalandjai, novella, 1826 (Aventures du dernier Abencérage)
- Natchez, 1827 (Les Natchez)
- Utazás Amerikában és Itáliában, útleírás, 1827 (Voyages en Amérique et en Italie)
- A négy Stuart, 1829 (Les quatre Stuart)
- Tanulmány az angol irodalomról. Az emberiség, a történelmi korszakok és a forradalmak vizsgálata, 1836 (Essai sur la littérature anglaise et considérations sur le génie des hommes, des temps et des révolutions)
- Történelmi tanulmányok vagy beszédek a Római birodalom bukásáról, a kereszténység megszületéséről és terjedéséről, valamint a barbár népek inváziójáról, esszé, 1831 (Études ou discours historiques sur la chute de l'Empire romain, la naissance et les progrès du christianisme et l'invasion des barbares)
- A veronai kongresszus, 1838 (Congrès de Vérone)
- Rancé élete, 1844 (Vie de Rancé)

Posztumusz kiadás
- Síron túli emlékiratok, önéletrajz, 1848 (Mémoires d'outre-tombe). Először a Presse-ben jelent meg folytatásokban, majd 1849/50-ben kiadták könyv formájában is.

Műveinek teljes kiadása még életében megvalósult (1826-1831). Chateaubriand maga nézte át a kéziratokat, kritikai jegyzetekkel látta el és néhány még kiadatlan művet (Les Abencérages, Les Natchez, Moïse), valamint verseket és politikai beszédeket is csatolt hozzá. 1836/38-ban újabb összkiadás jelent meg műveiből, mely tartalmazta többek között A veronai kongresszus-t, Az angol irodalom tanulmányt, John Milton: A paradicsom elvesztése fordítását is.

## Magyarul
- Satóbriand Ágoston Ferenc: Atala, vagy Két indus szerelme a' luiziániai pusztákon; ford. Bozóky István; Belnay Ny., Pozsony, 1803
- Chateaubriand Görögországban tett utazása. Egyéb írókból vett leírásával együtt; ford. Matskási Ferenc, kiad. Kis János; Trattner Ny., Pest, 1819 (Nevezetes utazások tárháza)
- A vértanuk; ford. Varga Ferenc; Lyceumi Ny., Pécs, 1858
- René; ford. Gothárd Endre; Egri Érseki Lyceum Ny., Eger, 1865
- Atala; ford. Csiky Kálmán; Franklin, Bp., 1876 (Olcsó könyvtár)
- Vicomte de Chateaubriand: A kereszténység szelleme, 1-4.; ford. Gubicza István; Hunyadi Mátyás, Bp., 1876–1877
- Sárosi Ferenc: Az Abenszeradzs. Opera; szöveg Chateaubriand után Bartók Lajos; Pfeifer, Bp., 1886 (Magyar Királyi Operaház könyvtára)
- René; ford. Bogdánfy Lajos; Franklin, Bp., 1886 (Olcsó könyvtár)
- A vértanúk; ford. Rada István; Franklin, Bp., 1888 (Olcsó könyvtár)
- Az utolsó Abenszeradzs; ford. Rada István; Franklin, Bp., 1892 (Olcsó könyvtár)
- Az utolsó Abencerrago; ford. Gyöngyösi János; Tevan, Békéscsaba, 1921
- Napoleon élete; ford. Antal Dezső, Maller Dezső, Süle Antal; Franklin, Bp., 1926 (Mindnyájunk könyvtára)
- Santa-Fé herceg leánya; ford. Semjén Béla; Bodnár, Bp., 1943 (Szórakoztató regények)
- Síron túli emlékiratok. Válogatás; ford. Maár Judit, utószó Maár Judit, Palágyi Tivadar; Osiris, Bp., 1999 ISBN 9633796296
- François-René de Chateaubriand: Szemelvények a Síron túli emlékiratok-ból. holmi.org. [2016. augusztus 7-i dátummal az eredetiből archiválva]. (Hozzáférés: 2017. június 22.)

## Szakirodalom franciául
- Scipion Marin, Histoire de la vie et des ouvrages de M. de Chateaubriand, Vimont, Paris, 1832
- Paul de Noailles, Éloge de M. de Chateaubriand, par M. le duc de Noailles, prononcé à l'Académie française, le 6 décembre 1849, Comon, Paris, 1850
- François-Zénon de Collombet, Chateaubriand, sa vie et ses écrits, Perisse frères, Lyon et Paris
- Charles-Augustin Sainte-Beuve, Chateaubriand et son groupe littéraire sous l'empire, Garnier frères, Paris, 1861
- Charles Benoît, Chateaubriand, sa vie et ses œuvres, étude littéraire et morale, Didier, Paris, 1865
- André Maurois, René ou La vie de Chateaubriand, B. Grasset, coll. »Les Cahiers Rouges«, Paris, 1938 (réimpr. 1956, 1985, 2005), 496 p. (ISBN 2-246-18904-7)
- Jean d’Ormesson, Album Chateaubriand, Gallimard, coll. »Bibliothèque de la Pléiade. Album«, Paris, 1988, 359 p. (ISBN 2-07-011140-7)
- Bertrand de Margerie, Du confessionnel en littérature: huit écrivains français devant le sacrement de pénitence: Chateaubriand, Lamartine, Vigny, Verlaine, Huysmans, Claudel, François de Sales, Bossuet, Saint-Paul Editions, Paris, novembre 1989, 244 p. (ISBN 2-85049-442-9)
- George Painter, Chateaubriand, Une biographie, 2 vol., Gallimard, 1979
- Ghislain de Diesbach, Chateaubriand, Perrin, Paris, 1995 (réimpr. 2004), 595 p. (ISBN 2-262-00101-4)
- Jean-Paul Clément, Chateaubriand: biographie morale et intellectuelle, Flammarion, coll. »Grandes biographies«, Paris, 1998, 699 p. (ISBN 2-08-067554-0)

## Szakirodalom magyarul
- Maurice Paléologue: Három diplomata. Talleyrand, Metternich, Chateaubriand; ford. Lakatos László; Athenaeum, Bp., 1933
- André Maurois: A varázsló vagy Chateaubriand élete; ford. Jankovich Ferenc; Athenaeum, Bp., 1939
- André Maurois: A Varázsló, avagy Chateaubriand élete; ford. Jankovich Ferenc; Tarandus, Bp., 2012. ISBN 9786155261015

## Fordítás
- Ez a szócikk részben vagy egészben a François-René de Chateaubriand című francia Wikipédia-szócikk ezen változatának fordításán alapul.  Az eredeti cikk szerkesztőit annak laptörténete sorolja fel. Ez a jelzés csupán a megfogalmazás eredetét és a szerzői jogokat jelzi, nem szolgál a cikkben szereplő információk forrásmegjelöléseként.